# 真腊
- 關於宋元明初文献中的“真腊”，請見「高棉帝国」。
- 關於越南阮朝文獻中的“真臘”，請見「柬埔寨」。

真腊（高棉语： 發音：[ʔaː.naːc.krɑː ceːn.ˈlaː]）是中南半島的一个印度化古国，其中心地域位於柬埔寨。根據漢文文獻記載，真臘存在時間是6世紀末期至9世紀初期，繼承自扶南，其後被高棉帝國取代。真臘之名後來仍被漢字文化圈用來稱呼高棉帝國時期的柬埔寨，例如13世紀時期周達觀的《真臘風土記》以及15世紀的鄭和航海圖，都以「真臘」來稱呼柬埔寨。但現代歷史學家專指6世紀末至9世紀初這段時期。漢文文獻稱真臘是一個統一的王國，但這可能是中國史學家的錯覺。大部份現代歷史學家斷言真臘實際上僅僅是一系列鬆散小國組成的聯盟。
真臘古都伊奢那城位於今日柬埔寨磅同省磅同的三博波雷古，於2017年被列為世界遺產。

## 歷史
雖然大部份中國文獻記載真臘征服了扶南，但基於一條中國編年史的註釋，其來源於無法令人信服。《隋書》中有真臘列傳，稱真臘是扶南的附屬國，曾在616年或617年向中國派遣使者，此時其統治者Citrasena Mahendravarman已經從扶南取得獨立之後又征服了扶南。
像其之前的扶南一樣，真臘佔據著印度文化圈與漢字文化圈之間海上貿易的要道。因此，真臘在社會經濟上受到南印度帕拉瓦王朝和遮婁其王朝的影響，還繼承了其碑銘系統。
與扶南一樣，真臘曾被西方學者認為是中央集權式的國家，這是根據中文古代文獻記載得出的結論。然而，這種說法目前已經受到廣泛地質疑。克劳德·雅克（Claude Jacques）指出，真腊是否存在至今不明，如果存在，它只不过是众多小国中的一个，或者是最重要的一个。美國歷史學家迈克尔·维克里將真臘的貴族稱為「扁擔酋長」。扁擔山脈的南北分佈著各個親王國，他們留下了該地區最古老的石刻記錄，這些記錄帶有家系記載，表明政治優勢越來越大。第一位王子在早期碑文中被提到，上丁省的Vãl Kantél梵文石碑以統治者Vīravarman命名，據推測，這個人接受了印度教神聖王權的理念。
根據中國古代文獻記載，真臘於唐朝神龍年以後（即707年以後）分裂為陸真臘和水真臘兩國，陸真臘佔據內陸地區，水真臘佔據沿海地區。迈克尔·维克里指出，中国古籍中将真腊区分为水真腊和陆真腊是毫无意义而且具有误导性的；因为最好的证据表明，直到802年为止，古代柬埔寨的土地上没有单一的大国存在，但存在一系列小国。大卫·钱德勒也认为“真腊”指的是一系列小国而不是一个统一国家；7世纪至8世纪时期，扶南这类沿海贸易国家衰落，而内陆以广泛水稻种植为主、被称为“真腊”的众多国家开始兴起。
9世纪初一位名叫阇耶跋摩二世的王子从爪哇归国，统一了真腊，建立高棉帝国。

## “真腊”一词的语源
“真腊”是中文文獻中對這個政治實體的稱呼，其最早出現在《隋書》中。同时期的占婆碑铭以kmir称之，因此有学者推测“真腊”是高棉（Khmer）或《唐书》“吉蔑”的音译。
與「扶南」一樣，「真臘」在古高棉語中的稱呼不詳。民間語源試圖將「真臘」與「真正的蜂臘」聯繫起來，根據中國史籍記載，「蜂臘」是這一帶的商品之一。
日本学者藤田丰八据《云麓漫钞》之“真腊亦名真里富”一语，推测“真理富”（Siemrap）是“暹粒”（Siem Reap）的对音，“暹粒”意思是“击败暹罗”。但此假說是有問題的，因為暹羅和柬埔寨的衝突在「真臘」名字出現後幾個世紀才開始。即便是二者可能存在關係，迈克尔·维克里也指出「真臘」與「暹粒」的原意是未知的。相似的解釋也許可以適用於之後的名字「占臘」。《明史》記載稱，「真臘，在占城南，順風三晝夜可至。隋、唐及宋皆朝貢。宋慶元中，滅占城而并其地，因改國名曰占臘。元時仍稱真臘。」；彼得·哈里斯（Peter Harris）認為「占臘」很有可能是「擊敗占城」的意思。
此外，德国汉学家史莱格（Schlegel）推测真腊一名源自Tchanda。法国汉学家伯希和推测“真腊”二字是来自cinrap。Gerini推测此二字是从柬埔寨斯提安族语Sorai而来。

## 外交关系
梁大同三年（537年）武帝萧衍派沙门昙裕大智法师到真腊求得佛舍利带回广州，帶回廣州後，便命令廣州刺史蕭譽建造了寺和塔並將舍利存放於此，此寺經過後世重建改名後成為現今之六榕寺。
隋大业二年（606年）真腊国王遣使前往隋朝朝贡。

## 脚注
1. ↑  Glover, Ian. . Psychology Press. 2004. ISBN 978-0-415-29777-6.
2. ↑  Claude Jacques. . . Oxford University Press. 1979: 376.. Cited in: David Chandler.  4th. Westview Press. 2008: 33.
3. 1 2   (PDF). Michael Vickery.   [15 July 2015]. （原始内容存档 (PDF)于2015-12-20）.
4. ↑   (PDF). Library of Congress.   [13 July 2015]. （原始内容存档 (PDF)于2020-08-04）.
5. ↑  Some Aspects of Asian History and Culture by Upendra Thakur p.2
6. ↑   (PDF). Khmer Studies.   [5 July 2015]. （原始内容 (PDF)存档于2015-05-24）.
7. 1 2  Chandler, David P.  4th. Westview Press. 2008: 33–34. ISBN 0813343631.
8. ↑  Vickery, Society, Economics, and Politics in pre-Angkor Cambodia, pp. 71 ff.
9. ↑  . academia edu.   [23 December 2015]. （原始内容存档于2019-12-13）.
10. ↑  《新唐書/卷222下》
11. ↑  . Google Books.   [10 December 2015]. （原始内容存档于2021-03-13）.
12. ↑  Claude Jacques, "‘Funan’, ‘Zhenla’: The Reality Concealed by these Chinese Views of Indochina", in R. B. Smith and W. Watson (eds.), Early South East Asia : Essays in Archaeology, History and Historical Geography, New York, Oxford University Press, 1979, pp.371-9, p.378.
13. ↑  . Narkive com. 3 March 2004  [12 December 2015]. （原始内容存档于2021-03-13）.
14. ↑   (PDF). The Son of the Empire.   [12 December 2015]. （原始内容存档 (PDF)于2021-02-13）.
15. ↑  《真腊风土记》夏鼐注1 第17页。《岛夷志略校注》，第71页。《诸蕃志校注》第21页。《岭外代答校注》第82页。
16. ↑  . Google Books.
17. 1 2  Zhou Daguan. . translated by Peter Harris. University of Washington Press. 2007  [2019-02-28]. ISBN 978-9749511244. （原始内容存档于2021-03-13）.
18. ↑  張廷玉. .   [2021-02-03]. （原始内容存档于2022-02-03）.

## 延伸阅读
[在维基数据编辑]
 《欽定古今圖書集成·方輿彙編·邊裔典·真臘部》，出自陈梦雷《古今圖書集成》
 《北史·卷095》，出自李延壽《北史》
 《隋書·卷82》，出自魏徵《隋书》
 《舊唐書·卷197》，出自刘昫《舊唐書》
 《新唐書·卷222下》，出自《新唐書》